# Tracze
Tracze (deutsch Tratzen, 1938 bis 1945 Trabenau) ist ein Ort in der polnischen Woiwodschaft Ermland-Masuren und gehört zur Gmina Ełk (Landgemeinde Lyck) im Powiat Ełcki (Kreis Lyck).

## Geographische Lage
Tracze liegt im südlichen Osten der Woiwodschaft Ermland-Masuren, zehn Kilometer südwestlich der Kreisstadt Ełk (Lyck).

## Geschichte
Im Jahre 1484 wurde das Gutsdorf Tratzen gegründet. Im Jahre 1874 wurde es in den neu errichteten Amtsbezirk Baitkowen (polnisch Bajtkowo) eingegliedert, der – 1938 in „Amtsbezirk Baitenberg“ umbenannt – bis 1945 bestand und zum Kreis Lyck im Regierungsbezirk Gumbinnen (ab 1905: Regierungsbezirk Allenstein) in der preußischen Provinz Ostpreußen gehörte. Im Jahre 1910 waren im Gutsbezirk Tratzen 56 Einwohner registriert.
Aufgrund der Bestimmungen des Versailler Vertrags stimmte die Bevölkerung im Abstimmungsgebiet Allenstein, zu dem Tratzen gehörte, am 11. Juli 1920 über die weitere staatliche Zugehörigkeit zu Ostpreußen (und damit zu Deutschland) oder den Anschluss an Polen ab. In Tratzen stimmten 20 Einwohner für den Verbleib bei Ostpreußen, auf Polen entfielen keine Stimmen.
Am 30. September 1928 gab Tratzen seine Eigenständigkeit auf und wurde in die benachbarte Landgemeinde Karbowsken (1938 bis 1945: Siegersfeld, polnisch Karbowskie) eingemeindet. Am 3. Juni (amtlich bestätigt am 16. Juli) des Jahres 1938 wurde das Dorf aus politisch-ideologischen Gründen der Abwehr fremdländisch klingender Ortsnamen in „Trabenau“ umbenannt.
In Kriegsfolge kam das kleine Dorf 1945 mit dem gesamten südlichen Ostpreußen zu Polen und erhielt die polnische Bezeichnung „Tracze“. Heute ist es in das Schulzenamt (polnisch Sołectwo) Mostołty (deutsch Mostolten) eingegliedert und gehört somit zum Verbund der Gmina Ełk (Landgemeinde Lyck) im Powiat Ełcki (Kreis Lyck), bis 1998 der Woiwodschaft Suwałki, seither der Woiwodschaft Ermland-Masuren zugeordnet.

## Kirche
Bis 1945 war Tratzen resp. Tracze in die evangelische Kirche Baitkowen (1938 bis 1945 Baitenberg, polnisch Bajtkowo) in der Kirchenprovinz Ostpreußen der Kirche der Altpreußischen Union sowie in die römisch-katholische Kirche St. Adalbert in Lyck im Bistum Ermland eingepfarrt.
Heute gehört Tracze katholischerseits zur Pfarrei Bajtkowo im Bistum Ełk der Römisch-katholischen Kirche in Polen. Die evangelischen Einwohner halten sich zur Kirchengemeinde in der Stadt Ełk, einer Filialgemeinde der Pfarrei in Pisz (deutsch Johannisburg) in der Diözese Masuren der Evangelisch-Augsburgischen Kirche in Polen.

## Verkehr
Tracze liegt an der Nebenstraße 1864N, die von der Stadt Ełk (Lyck) über Szarejki (Sareyken, 1938 bis 1945 Sareiken) und Mostołty (Mostolten) bis nach Rakowo Małe (Köllmisch Rakowen, 1938 bis 1945 Köllmisch Rakau) an der Woiwodschaftsstraße 667 führt. Außerdem führen Nebenstraßen von Talusy (Thalussen, 1938 bis 1945 Talussen) an der Landesstraße 16 und von Rostki Bajtkowskie (Rostken, Ksp. Baitkowen, 1938 bis 1945 Waiblingen (Ostpr.)) nach Tracze. Eine Bahnanbindung besteht nicht.